# Расход воды
Расход воды (в водотоке) — объём воды, протекающей через поперечное сечение водотока за единицу времени. Измеряется в расходных единицах (м³/с). В промышленности расход воды (жидкости) измеряется расходомерами.
В гидрологии используются понятия максимального, среднегодового, минимального и др. расходов воды. Наряду с расходом наносов является одним из руслоформирующих факторов.
В общем случае методология измерения расхода воды в реках и трубопроводах основана на упрощённой форме уравнения непрерывности, для несжимаемых жидкостей:
{\displaystyle Q=A\,{\bar {v}},}
где:
- {\displaystyle Q} — расход воды [м³/с]
- {\displaystyle A} площадь поперечного сечения водотока (трубы или части русла реки, заполненного водой) [м²]
- {\displaystyle {\bar {v}}} средняя скорость потока [м/с]

В гидрогеологии и геологии вместо термина «расход воды» может использоваться термин «дебит» (например, «дебит скважины»), однако его использование носит локальный характер для этих специальностей и не распространяется, например, на родственную им гидрологию.
В океанологии расход морских течений измеряется в свердрупах.